# Tragih
Tragih is een bestuurslaag in het regentschap Sampang van de provincie Oost-Java, Indonesië. Tragih telt 4756 inwoners (volkstelling 2010).